# Lusi Geta
Lusi Geta (en llatí Lusius Geta) va ser prefecte del pretori sota l'emperador Claudi, l'any 48. Durant la detenció de l'emperadriu Valèria Messal·lina fou substituït pel llibert Narcís i després destituït formalment el 52 per indicació d'Agripina Menor que pensava que era lleial a Messalina i addicte al seu fill Britànic.